# Archaeopteridales
Archaeopteridales is een uitgestorven orde van houtige, sporendragende planten die leefden van het Boven-Devoon tot het Midden-Carboon, ongeveer 380 tot 320 miljoen jaar geleden.
De orde telt slechts één familie, de Archaeopteridaceae. Voor de kenmerken van de orde, zie aldaar.